# Список інструментально спостережуваних падінь метеоритів
Список інструментально спостережуваних падінь метеоритів включає боліди, які було зареєстровані за допомогою приладів, і уламки від яких були пізніше знайдені у вигляді метеоритів. Переважну більшість метеоритів знаходять через багато століть після падіння, а переважна більшість видимих метеорів повністю руйнуються в атмосфері і не утворюють метеоритів. Зібрані в таблиці випадки, коли тіло було досліджено і як метеор, і як метеорит, є досить рідкісними, але дуже важливими з наукової точки зору, бо дозволяють і ретельно дослідити геологію зразка, і дізнатись, з якої орбіти цей зразок потрапив на Землю.

## Список
В таблицю включено назву метеорита, країну падіння, кількість знайдених уламків, тип метеорита, сумарну масу знайдених уламків, дату падіння, оцінку маси метеороїда на вході в земну атмосферу, видиму зоряну величину боліда, енергію вибуху. В останньому стовпчику позначено техніки, якими падіння метеорита спостерігалось інструментально: В – спеціалізована відеомережа, ПВ – повсякденне відео, Ф – спеціалізована фотомережа, ПФ – повсякденне фото, ПФС – повсякденне фото сліду, I – інфразвук, С – сейсмічні дані, Р – метеорний радар, ПДР – погодний доплерівський радар, ФЕФ – швидкий фотоелектричний фотометр, T – телескоп (передатмосферне спостереження метеороїда), Суп – Супутник.
| Назва                    | Країна             | Кільк. | Тип                              | Mзнайд | Дата       | Mпоч   | m      | E      | Техніка           |
| ------------------------ | ------------------ | ------ | -------------------------------- | ------ | ---------- | ------ | ------ | ------ | ----------------- |
| Пржибрам                 | Чехія              | 5      | H5                               | ~7     | 1959/04/07 | 1300   | -19    | 0.07   | Ф                 |
| Лост-Сіті                | США                | 4      | H5                               | 17.342 | 1970/01/04 | 163    | -11.6  | 0.004  | Ф                 |
| Іннісфрі                 | Канада             | 9      | L5                               | 4.58   | 1977/02/06 | 51     | -12.1  | 0.001  | Ф                 |
| Бенешов                  | Чехія              | 4      | LL3.5,H5,PA                      | 0.0116 | 1991/05/07 | 3500   | -19.5  | 0.2    | Ф                 |
| Пікскілл                 | США                | 1      | H6                               | 12.4   | 1992/10/09 | 10000  | -16    | 0.26   | ПВ, ПФ            |
| Тагіш-Лейк               | Канада             | ~500   | C2                               | ~10    | 2000/01/18 | 56000  | -22    | 1.7    |                   |
| Моравка                  | Чехія              | 6      | H5-6                             | 1.40   | 2000/05/06 | 1500   | -20    | 0.09   |                   |
| Нойшванштайн             | Німеччина/ Австрія | 3      | EL6                              | 6.226  | 2002/04/06 | 300    | -17.2  | 0.016  |                   |
| Парк-Форест              | США                | >100   | L5                               | ~30    | 2003/03/27 | 11000  | -21.7  | 0.5    |                   |
| Вілляльберто-де-ля-Пенья | Іспанія            | 36     | L6                               | 5.2    | 2004/01/04 | 600    | -18    | 0.02   |                   |
| Бунбурра-Рокгоул         | Австралія          | 3      | Euc-anom                         | 0.339  | 2007/07/20 | 22     | -9.6   | 0.0005 |                   |
| Альмахата Сітта          | Судан              | >650   | Ure-Anom, EL,EH, H, L, LL, CB, R | ~11    | 2008/10/07 | 40000  | <-19.7 | 0.73   |                   |
| Буззард-Кулі             | Канада             | ≥2500  | H4                               | >50    | 2008/11/21 | 8000   | -      | 0.31   |                   |
| Марібо                   | Данія              | 1      | CM2                              | 0.026  | 2009/01/17 | 1500   | -19    | 0.14   |                   |
| Джесеніс                 | Словенія           | 3      | L6                               | 3.61   | 2009/04/09 | 170    | -15.   | 0.004  |                   |
| Грімсбі                  | Канада             | 13     | H4-6                             | 0.215  | 2009/09/26 | 30     | -14.8  | 0.002  |                   |
| Кошице                   | Словаччина         | 218    | H5                               | 11.28  | 2010/02/28 | 3500   | -18.   | 0.1    |                   |
| Месон-Галлі              | Австралія          | 1      | H5                               | 0.0245 | 2010/04/13 | 14     | -10.5  | 0.0004 |                   |
| Крижевичи                | Хорватія           | 1      | H6                               | 0.291  | 2011/02/04 | 50     | -13.7  | 0.002  |                   |
| Саттерз-Мілл             | США                | 77     | CM2                              | 0.943  | 2012/04/22 | 40000  | -18.3  | 4      |                   |
| Новато                   | США                | 6      | L6                               | 0.363  | 2012/10/18 | 80     | -13.8  | 0.002  |                   |
| Челябінськ               | Росія              | >1000  | LL5                              | >730   | 2013/02/15 | 12x106 | -28.   | 500    | ПВ, ПФ, І, С, Суп |